# HVO Riječ
Pri Uredu za društvene djelatnosti, pravosuđe i upravu HVO Sarajevo-Odjel za tisak, u siječnju 1993. godine, pokrenut je glasnik Hrvatskog vijeća obrane Sarajevo pod nazivom HVO Riječ. Cilj pokretanja ovoga mjesečnika bio je, prije svega, informirati javnost o zadaćama, stavovima i sudjelovanju Hrvatskog vijeća obrane u ratnim akcijama za oslobođenje Sarajeva. Promocija prvog broja HVO Riječ održana je u Kamernom Teatru 55. Promotori su bili prof. Gradimir Gojer, prof. dr. Pero Šimunović, Nenad Okić i Alenko Zornija. 

## Kolegij
List HVO Riječ je funkcionirao kao mjesečnik, ali zbog ratnih okolnosti nije izlazio redovito. U periodu od siječnja do studenog 1993. godine izašla su ukupno četiri broja. Glavni urednik prvoga i drugog broja bio je Alenko Zornija,  a odgovorni urednici Zdenko Čelan i Ivica Šimunović. Glavni i odgovorni urednik naredna dva broja bio je Philip Miro Arapovics. Glasnik HVO Riječ je uređivao kolegij uredništva u sastavu: Alenko Zornija, Zdenko Ćelan, Mirsad Maglajac, Krunoslav Malenica, Nenad Okić, Vladimir Perković, Vanja Rajs, Damir Milanović, Nikola Radeljković, Željko Bošnjak. Ravnatelj lista najprije je bio Vlado Perković, a potom Nenad Okić. Nakon Okića na mjesto ravnatelja lista postavljen je Zvonimir Aždajić, koji je ujedno bio i ravnatelj fotografije. Za pripremu i unos teksta zaduženi su bili Željka Ergelašev i Željko Pehar, a za računarsku obradu Dragan Karanušić i Nedim Čolić. Za izdavača su se potpisivali prof.  dr. Ivica Šimunović (prvi i drugi broj), Željko Pehar (treći broj) i Zlatko Jurković (četvrti broj). Prvi i drugi broj HVO Riječi tiskala je tvrtka Reprografika-Sarajevo, a treći i četvrti broj OKO d.d. Sarajevo.

## Rubrike
Glasnik HVO Riječ je u svoja četiri izdanja imao sljedeće rubrike: Stavovi, Treća strana, Faksimili, Raskrižja, Tko je tko, Reportaža, Interview, Der Spiegel, Yu armada, Prenosimo, Prilozi, Viteška predskazanja, Zapisi, Fragmenti, Iz hrvatske povijesti, Sjećanja, Priopćenja, S bojišnice, Iz prve ruke, Hrvati u Sarajevu, Istraživanja, Pisma, Svjedočenja, Imena-nasljeđa, Hercegovačka priča, Sarajevo Zeitung, Ratni dani, Portreti, Osobni stav, Obzorja i Blitz Krig.